# Сантові
Са́нтові (ест. Santovi küla) — село в Естонії, у волості Ярва повіту Ярвамаа.

## Населення
Чисельність населення на 31 грудня 2011 року становила 35 осіб.

## Історія
З 20 лютого 1992 до 21 жовтня 2017 року село входило до складу волості Коеру.